# Jamides parasaturatus
Jamides parasaturatus là một loài bướm thuộc họ Lycaenidae. Loài này có ở Sumatra và Malaysia bán đảo.

## Phân loài
- Jamides parasaturatus parasaturatus (Sumatra)
- Jamides parasaturatus paramalaccanus (Peninsular Malaya)